# Гідравлічний опір
Гідравлічний опір (гідродинамічний опір) — сили тертя, які виникають в рідині при її русі й спричиняють втрати напору (тиску) або опір руху тіла з боку оточуючої його рідини.
Гідравлічний опір оцінюється величиною втраченого напору hv, що виражає собою ту частину питомої енергії потоку, яка незворотно витрачається на роботу сил опору. Втрата напору, віднесена до довжини трубопроводу, на якому вона відбулася носить назву «гідравлічний ухил». При обтіканні нерухомого тіла потоком рідини (газу) або, навпаки, коли тіло рухається у нерухомому середовищі гідравлічний опір розглядається як проєкція головного вектора усіх діючих на тіло сил на напрям руху. Гідравлічний опір у випадку літальних апаратів має назву «аеродинамічний опір».

## Випадок омивання рідиною твердого тіла
Гідравлічний опір:
{\displaystyle F=C_{x}\cdot \left({\frac {\rho V^{2}}{2}}\right)\cdot S,}
де:
{\displaystyle \rho } — густина рідкого середовища;
{\displaystyle V} — швидкість;
S — характерна для даного тіла площа.
Безрозмірний коефіцієнт гідравлічного опору {\displaystyle C_{x}} залежить від форми тіла, його орієнтації відносно напрямку руху і масштабних факторів. Силу, з якою рідина діє на кожний елемент поверхні рухомого тіла, можна розкласти на нормальну і дотичну складові, тобто на силу тиску і силу тертя. Проєкція результуючої всіх сил тиску на напрям руху дає гідравлічний опір тиску, а проєкція результуючої всіх сил тертя на напрям руху — гідравлічний опір тертя. Тіла, у яких опір від сил тиску малий у порівняння з опором від сил тертя, вважаються обтічними. Гідравлічний опір погано обтічних тіл визначається практично повністю опором тиску. При русі тіл поблизу поверхні розділення двох середовищ утворюються хвилі, у результаті чого виникає хвильовий опір.

## Випадок руху рідини по трубах
Втрати енергії (зменшення гідравлічного напору) у трубопроводі можна спостерігати в рідині, що рухається не тільки на довгих ділянках, але й на коротких. В одних випадках втрати напору розподіляються (іноді рівномірно) по довжині трубопроводу — це лінійні втрати; в інших — вони зосереджені на дуже коротких ділянках, довжиною яких можна знехтувати, на так званих місцевих гідравлічних опорах: вентилях, поворотах і заокругленнях, звуженнях, розширеннях, розгалуженнях і т.д., тобто скрізь, де потік деформується. Причиною втрат в обох випадках є в'язкість рідини, і втрачена енергія розсіюється у вигляді тепла.
Слід зауважити, що втрати напору по довжині суттєво залежать від того, який режим руху рідини: ламінарний чи турбулентний. Для випадку ламінарного режиму в основі розрахунків втрат напору (тиску) лежить рівняння закону Пуазейля, у випадку турбулентного — розрахунок втрат ведуть за формулою Дарсі-Вейсбаха. Розрахунок втрат на місцевих опорах можна зробити з використанням формули Борда-Карно.

## Область застосування
Визначення величини гідравлічного опору має велике значення при проєктуванні та будівництві різноманітних гідротехнічних споруд, устаткування і апаратів (турбінне устаткування, повітро- і газоочисні апарати, газо-, нафто- і водопровідні магістралі, компресори, насоси і т. д.) у авіа- та кораблебудуванні.
Для зменшення гідравлічного опору рекомендується при проєктуванні гідравлічного устаткування уникати елементів конструкцій, що викликають різку зміну напрямку потоку — наприклад, замінювати раптове розширення труби плавним розширенням (дифузор), надавати тілам, що рухаються в рідких чи газових середовищах, обтічної форми та ін.